# 千姓
千姓是漢族姓氏和朝鮮族姓氏之一，目前此姓在中国的北京、天津武清、黑龙江嫩江、河北固安、山西太原、山西长治、山西运城、河南武陟、浙江椒江等地都有分布。
清代《续通志·氏族略》中有收载此姓，《姓氏考略》则根据《渚宫旧事》记载：“氐王杨千万入蜀，故蜀有千姓。”

## 名人
- 千献：汉代蜀郡都尉
- 千万：宜县典史
- 千家驹：当代经济学家
- 宋智孝：韓國女藝人，本名千成林，現時本名改為千秀妍
- 千玗嬉：韓國女藝人

## 外部連結
[在维基数据编辑]
 《欽定古今圖書集成·明倫彙編·氏族典·千姓部》，出自陈梦雷《古今圖書集成》